# Notaulites filicornis
Notaulites filicornis là một loài tò vò trong họ Ichneumonidae.